# Clemens Roothaan
Clemens Roothaan (Nijmegen, 29 de agosto de 1918 - 17 de junho de 2019) foi um físico e químico neerlandês, ficou conhecido por descobrir as equações de Roothaan.
Concluiu sua tese de Ph.D. em 1950 com Robert Sanderson Mulliken da Universidade de Chicago em química computacional. Na tese ele concluiu que a Teoria dos orbitais moleculares estava incorreta e para comprovar sua teoria ele desenvolveu o que viria a ser chamado de equações de Roothaan. No mesmo ano ele fez parte do departamento de física da mesma universidade. Durante o período de 1962 a 1968 ele foi diretor do centro de computação da Universidade de Chicago e mais tarde foi professor de física e química.
Desde 1988 ele tem sido funcionário dos laboratórios da Hewlett-Packard em Palo Alto, California, onde sua principal contribuição tem sido o desenvolvimento de rotinas matemáticas para o processador Itanium.
Roothaan é membro da Academia Internacional de Ciências Moleculares Quânticas.

## Livros publicados
- Roothaan, Clemens C. J. (1991). My Life as a Physicist: Memories and Perspectives (em inglês). [S.l.]: Journal of Molecular Structure: THEOCHEM